# I. SC Göttingen 05
I. SC Göttingen 05 is een Duitse voetbalclub uit Göttingen, Nedersaksen.
De club werd in 1905 opgericht als FC Göttingen 05 en was de tweede club met die naam. De eerste werd in 1898 opgericht en in 1903 opgeheven. Op 4 mei 1920 werd de naam VfR Göttingen 05 aangenomen en op 27 mei 1927 1. SC Göttingen 05. Tussen 1921 en 1933 speelde de club in de Westdeutschen Spielverband. Na de reorganisatie van het Duitse voetbal onder impuls van het Derde Rijk sloot de club zich aan bij de Gauliga Niedersachsen. Na de Tweede Wereldoorlog werd de club opgeheven door de geallieerden en later heropgericht als Schwarz-Gelb Göttingen. In 1948 nam de club weer de originele naam aan en sloot zich aan bij de Oberliga Nord, wat toen de hoogste klasse was. Na tien seizoenen daar degradeerde de club.
In 1964/65 promoveerde de club naar de Regionalliga Nord wat toen de tweede klasse was en speelde daar dertien seizoenen. De club werd drie keer op rij vicekampioen maar kon niet doorstoten naar de Bundesliga. Eind jaren zeventig degradeerde de club en keerde voor het seizoen 1980/81 terug naar de tweede klasse die nu 2. Bundesliga heette.
In de jaren negentig speelde de club in de vierde klasse en maakte kans om te promoveren maar kreeg geen licentie. Eind 2003 toen Göttingen in de Verbandsliga speelde, ging de club failliet.
De Süd-Niedersächsische Fussballbund (officiële internationale aanduiding South Lower Saxonian Football Federation, SNFB) werd op 24 maart 2005 opgericht in Göttingen uit kringen van de fans van 1. SC Göttingen 05 als protest tegen het beleid van de DFB in de periode 2004/05. Het tenue heeft de kleuren zwart-geel-groen. In 2006 werd Zuid-Nedersaksen lid van de NF-Board maar speelde nooit een wedstrijd.
Een nieuwe club werd opgericht, 1. FC Göttingen 05 en fusioneerde al snel met RSV Geismar en werd zo RSV Göttingen 05. In 2011 promoveerde de club naar de Oberliga Niedersachsen. In 2013 werd de voetbalafdeling van de sportclub zelfstandig onder de naam I. SC Göttingen 05. In 2015 degradeerde de club. In 2017 degradeerde de club ook uit de Landesliga, maar kon na één seizoen terugkeren.

## Eindklasseringen vanaf 2006
| Seizoen | Competitie                   | Niveau | Eindstand | DFB Pokal | Opmerking                                                                   |
| ------- | ---------------------------- | ------ | --------- | --------- | --------------------------------------------------------------------------- |
| 2005/06 | Bezirksklasse Braunschweig-4 | VIII   | 1         | --        |                                                                             |
| 2006/07 | Bezirksliga Braunschweig-5   | VII    | 3         | --        |                                                                             |
| 2007/08 | Bezirksliga Braunschweig-4   | VII    | 1         | --        |                                                                             |
| 2008/09 | Landesliga Braunschweig      | VI     | 4         | --        |                                                                             |
| 2009/10 | Landesliga Braunschweig      | VI     | 5         | --        |                                                                             |
| 2010/11 | Landesliga Braunschweig      | VI     | 1         | --        |                                                                             |
| 2011/12 | Oberliga Niedersachsen       | V      | 13        | --        |                                                                             |
| 2012/13 | Oberliga Niedersachsen       | V      | 9         | --        |                                                                             |
| 2013/14 | Oberliga Niedersachsen       | V      | 14        | --        |                                                                             |
| 2014/15 | Oberliga Niedersachsen       | V      | 16        | --        |                                                                             |
| 2015/16 | Landesliga Braunschweig      | VI     | 14        | --        |                                                                             |
| 2016/17 | Landesliga Braunschweig      | VI     | 14        | --        |                                                                             |
| 2017/18 | Bezirksliga Braunschweig-4   | VII    | 1         | --        |                                                                             |
| 2018/19 | Landesliga Braunschweig      | VI     | 8         | --        |                                                                             |
| 2019/20 | Landesliga Braunschweig      | VI     | 6         | --        | Competitie afgebroken i.v.m. coronapandemie.                                |
| 2020/21 | Landesliga Braunschweig      | VI     | --        | --        | Competitie afgebroken i.v.m. coronapandemie. Er wordt geen stand opgemaakt. |
| 2021/22 | Landesliga Braunschweig      | VI     | 7         | --        |                                                                             |
| 2022/23 | Landesliga Braunschweig      | VI     | 5         | --        | Naam van de club wordt historisch hersteld in 1. SC Göttingen 05            |
| 2023/24 | Landesliga Braunschweig      | VI     | 2         | --        |                                                                             |
| 2024/25 | Landesliga Braunschweig      | VI     | 3         | --        |                                                                             |
| 2025/26 | Landesliga Braunschweig      | VI     | .         | --        |                                                                             |

## Bekende (oud-) spelers
- Erwin Koen